# Teoria della coltivazione
La teoria della coltivazione è una teoria degli effetti cumulativi che studia le conseguenze della televisione sulla popolazione. Venne sviluppata negli anni settanta dal professor George Gerbner, decano della Scuola di comunicazione Annenberg presso l'Università della Pennsylvania.

## Gli studi e lo sviluppo della teoria
Gerbner svolse tra gli anni '60 e '70 vari studi sugli effetti della televisione sulla popolazione negli Stati Uniti e giunse alla conclusione che la televisione non ha effetti specifici ed immediati sugli spettatori ma invece produce un effetto di cumulazione che porta lo spettatore a vivere in un mondo che somiglia a quello mostrato dal teleschermo. La tesi fondamentale della teoria attribuisce  al mezzo televisivo la capacità di fornire allo spettatore, dall'infanzia all'età adulta (per questo si parla di coltivazione), una visione del mondo comune e condivisa, operando in tal senso nella direzione di una unificazione della realtà.
In seguito venne analizzato il contenuto dei programmi televisivi e il pubblico dei diversi programmi.
Vennero create 3 categorie di pubblico: Low-user (coloro che guardano meno di 2 ore al giorno televisione), Normal-User (tra le 2 e le 6 ore al giorno) e gli Heavy-User (più di 6 ore al giorno). Attraverso l'analisi in particolare del terzo gruppo, coloro quindi che dovrebbero essere molto influenzati dai programmi televisivi, Gerbner formulò la sua tesi della coltivazione:
l'uso massiccio del mezzo televisivo non ha effetti immediati sul pensiero ma produce nel lungo termine un effetto di "coltivazione" e provoca un cambiamento della percezione della realtà, facendo vivere lo spettatore in un mondo modellato su ciò che viene trasmesso nella televisione (TV-World).
In base a questa teoria venne osservato che coloro che utilizzano la televisione per più di 6 ore al giorno hanno tendenzialmente più paura della società e credono di essere molto più facilmente esposti ad un atto criminale rispetto a coloro che guardano meno televisione. Gli Heavy-Viewer hanno solitamente paura ad uscire per strada di notte e posseggono animali da guardia o armi per proteggersi, hanno poca fiducia nella politica e nella società in generale, ritengono l'avere un figlio in un mondo così brutto una irresponsabilità.

## Critiche
La teoria della coltivazione ha subito molte critiche, soprattutto poiché pone in modo causale il rapporto tra il vedere molta televisione e avere paura, mentre i due fattori dovrebbero essere osservati a livello correlativo. Infatti questi due fattori potrebbero anche essere associati in maniera opposta, ovvero coloro che hanno paura guardano la televisione per sentirsi più sicuri (ad esempio guardando film o soap opera dove il mondo è perfetto e i problemi si risolvono sempre).
Inoltre la teoria di un aumento di violenza correlato all'uso della televisione, per la quale era stata commissionata la ricerca di Gerbner, al fine di determinarne la veridicità, è risultata infondata poiché la televisione rappresenta solo un singolo elemento, di un problema molto più complesso della società, che ha provocato una sensazione di aumento della criminalità.

## Estensione ed omogeneizzazione della cultura
Con la massiccia presenza in tutto il mondo di un palinsesto televisivo globalizzato, la teoria della coltivazione indica nella televisione uno strumento di omogeneizzazione culturale a livello mondiale, in cui i messaggi televisivi formano un sistema coerente che crea la corrente del nostro modo di pensare ("mainstream of our culture").